# Athletic Football Club Bournemouth
L'AFC Bournemouth, noto semplicemente come Bournemouth, è una società calcistica inglese di Bournemouth, militante in Premier League, la massima serie del campionato inglese di calcio.
Fondato nel 1900, il club ha esordito in seconda serie nel 2013 e in massima serie nel 2015. I suoi calciatori e tifosi sono detti Cherries (in italiano "ciliegie"). I colori sociali sono stati il rosso e il bianco fino al 1970, anno in cui il bianco è stato sostituito dal nero; nella stagione 2004-2005 fu effettuato un restyling delle divise, che vedeva una netta predominanza del rosso, ma successivamente si è deciso di ritornare alla versione precedente, con righe verticali rossonere.
Disputa le proprie partite casalinghe presso il Dean Court, impianto da 11 465 posti.

## Storia

### Primi anni
Anche se la data esatta di fondazione del club non è nota, vi è la prova che si è formato nell'autunno del 1900 dalle ceneri del Lads Boscombe St.John's FC. Il club era originariamente conosciuto come Boscombe FC. Il primo presidente fu JC Nutt. Nella loro prima stagione 1889-1890 il Boscombe Football Club gareggiò nel campionato distrettuale Junior League. Partecipò anche alla Hants Junior Cup. Durante le prime due stagioni giocarono su un campo di calcio in Castlemain Avenue. Nella loro terza stagione la squadra cambiò terreno di gioco e si trasferì a Kings Park. Nella stagione 1905-1906 il Boscombe Football Club si laureò campione nel campionato amatoriale. Nel 1910 al club fu concesso un lungo contratto di locazione su di un terreno vicino a Kings Park, dal presidente di allora Cooper Dean. Il terreno prese il nome Dean Court dal suo benefattore. Il club continuò a prosperare e dominare la scena del calcio locale. Nel 1910 il club fece firmare il primo contratto professionistico al calciatore B. Penton. 

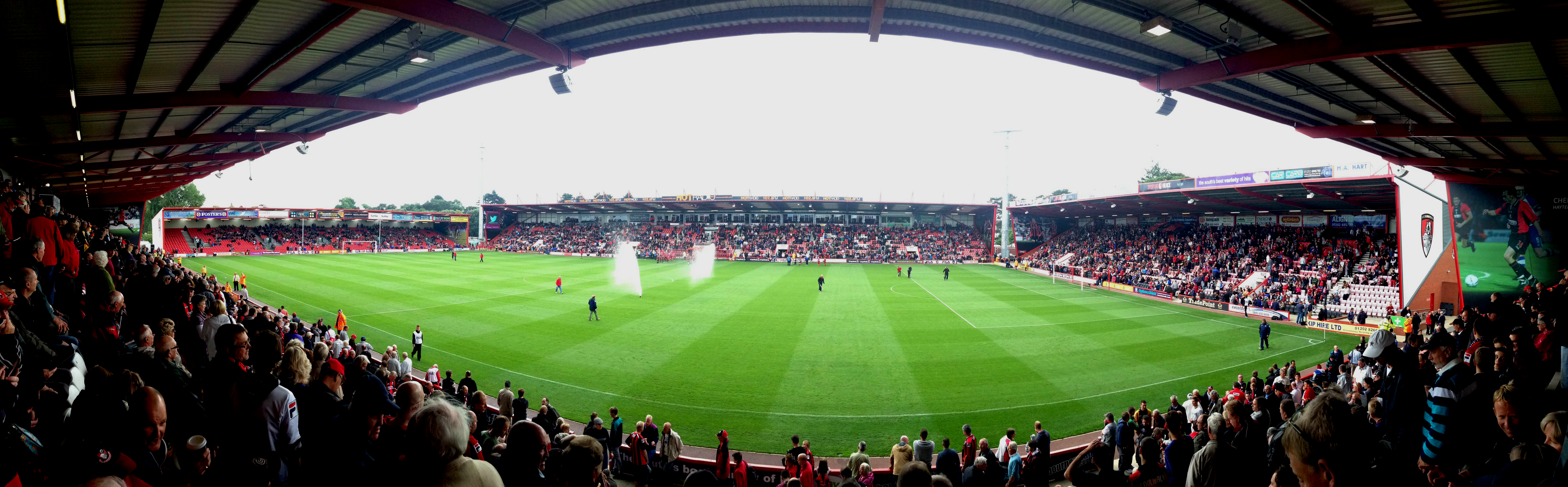
Vitality Stadium

Durante questi anni il club ottenne il soprannome 'The Cherries'. Vi sono due storie su come il club guadagnò questo soprannome. In primis a causa dei ciliegi, perché Dean Court fu costruito adiacente alla tenuta Cooper Dean, che comprendeva numerosi ciliegi. In secondo luogo poiché le casacche di gioco erano a righe rosse. Per la prima volta durante la stagione 1913-14 il club gareggiò in FA Cup. I buoni risultati ottenuti dal club furono interrotti con lo scoppio nel 1914 della prima guerra mondiale e il Boscombe FC finì a disputare il campionato degli Hampshire. Nel 1920 nacque la Third Division e il Boscombe FC fu promosso nella Lega.
Per rendere il club più rappresentativo nel 1923 il nome fu cambiato da Boscombe Athletic Football Club a Bournemouth. Nello stesso anno il club fu eletto nella Lega Calcio. La prima partita di campionato fu contro il Swindon il 25 agosto 1923 e il Bournemouth perse 3-1. La prima partita di campionato a Dean Court fu ancora contro il Swindon e il Bournemouth guadagnò il suo primo punto in campionato con un pareggio a reti inviolate. Inizialmente il Bournemouth lottò nella Lega Calcio, ma infine si stabilì in Third Division. Il Bournemouth e il Boscombe Athletic Football Club rimasero negli annali dei record come la società con la più longeva apparizione in terza divisione. Il Bournemouth ha dovuto aspettare fino a dopo la seconda guerra mondiale prima di vincere il primo trofeo. Ciò si realizzò battendo il Walsall nella coppa di terza divisione a Stamford Bridge.

### Dopo guerra
Sotto il presidente John nel 1972 il club adottò il nome di AFC Bournemouth. Tuttavia, questo fu solo il nome commerciale dato al club poiché è ancora ufficialmente registrato come Bournemouth e Boscombe Athletic Football Club. Allo stesso tempo, il club cambiò il logo e adottò un nuovo badge come simbolo del progresso del club. Le strisce sullo sfondo si rifacevano alla maglietta del club, mentre in primo piano vi è il profilo di un giocatore con una palla, in onore di Dickie Dowsett, un attaccante del club degli anni 1950 e 1960. La divisa di gioco rosso e nera, introdotta nel 1971, si basava sul vecchie divise del Milan.
Questa fu l'epoca di Ted MacDougall, un attaccante molto prolifico che in un match di FA Cup nel mese di novembre del 1971, segnò nove gol nella vittoria per 11-0 contro il Margate.

### Fine XX secolo
Il club ha registrato nel gennaio 1984 una storica vittoria ai danni del Manchester United detentore della FA Cup, mentre era gestito da Harry Redknapp. Redknapp portò per la prima volta nella sua storia nel 1987 il Bournemouth in Division Two del campionato inglese come vincitrice della Third Division. Dopo aver disputato un campionato tranquillo nella sua prima stagione in Division Two, il Bournemouth non riuscì a centrare per poco la promozione nella massima divisione nella stagione 1988-89; i risultati negativi nel finire della stagione compromisero l'eventuale acceso alla massima serie e il 12 ° posto rimase il picco più alto mai raggiunto in Football League fino alla stagione 2013-2014.
Il 5 maggio 1990, nell'ultima giornata del campionato, il Leeds United aveva la possibilità di vincere la Seconda Divisione e di ottenere la promozione in Prima Divisione battendo il Bournemouth a Dean Court. Alcuni fan dello United avevano già causato problemi in città durante la mattinata e l'atmosfera era tesa poiché il Leeds vinse la partita con un solo gol. In concomitanza con i risultati delle altre partite, questo significava che il Leeds era stato promosso nella massima divisione mentre il Bournemouth era stato retrocesso. La violenza e la distruzione da parte dei tifosi del Leeds nella città di Bournemouth continuò durante tutto il fine settimana, causando più di £ 1.000.000 di danni e lesioni ai tifosi avversari e agenti di polizia. Il quotidiano della città riferì che gli spettatori, tra cui molti bambini, dovettero fuggire per salvarsi dai petardi lanciati e dalla polizia in antisommossa che era intervenuta per controllare la folla. La questione fu sollevata in Parlamento da uno dei deputati della città. I problemi contro il Leeds colpirono il club finanziariamente per più di un decennio, poiché al Bournemouth fu impedito dalla polizia locale di disputare partite in casa nei giorni festivi fino al 21 aprile 2003 quando si giocò un match contro il Shrewsbury Town.
Redknapp rimase nel club per altre due stagioni, entrambe concluse con il club che sfiorò i play off. Tuttavia, crescenti problemi finanziari ne causarono le dimissioni nella stagione 1991-1992, e successivamente lo portarono alla sua ex squadra il West Ham United. Egli fu sostituito da Tony Pulis, che costruì una squadra molto meno competitiva e la posizione in campionato lo dimostrò con due 17 ° posti prima che lo stesso Pulis se ne andasse dal club, accusando lo stesso di pressioni finanziarie tanto quanto aveva espresso il suo predecessore.
Il Bournemouth nei primi mesi della stagione 1994-1995 cambiò spesso allenatore poiché i risultati furono negativi. Nonostante una leggera ripresa quando Mel Machin fu nominato allenatore, sembrava altamente improbabile non retrocedere, dato che la squadra si trovava a cinque punti dalla retrocessione in Division Two. Tuttavia una serie di fattori positivi tra cui il crollo in campionato del Cambridge United e del Plymouth Argyle vide la squadra salvarsi alla fine della stagione per soli due punti. Machin alla fine rimase in carica per altri sei anni, la maggior parte dei quali furono caratterizzati da posizioni in campionato di metà classifica. La stagione 1998-1999 si rivelò senza dubbio il momento clou del suo mandato, con il club in lotta per i play off per la maggior parte della stagione, ma alla fine non fu all'altezza e finì settimo. Tuttavia nella stagione 1999-2000 a seguito di una brutta partenza in campionato e della posizione in classifica al sedicesimo Machin fu esonerato.

### Inizio XXI secolo
Sean O'Driscoll fu promosso allenatore al posto di Mel Machin all'inizio della stagione 2000-01. Nella prima stagione di O'Driscoll da allenatore, il Bournemouth mancò di poco i playoff. O'Driscoll nel 2002-03 ottenne la promozione in terza divisione attraverso i playoff. Il club diventò il primo a segnare 5 gol al Millennium Stadium, quando batté il Lincoln City 5-2 nella finale play-off per accedere alla terza divisione con i gol di Steve Fletcher, Carl Fletcher, Stephen Purches e Garreth O'Connor. Sotto O'Driscoll, il Bournemouth mancò di poco i play-off per accedere alla seconda divisione nelle stagioni 2003-04 e 2004-05, e evitò la retrocessione nella stagione 2005-06. Il giocatore James Hayter segnò la più veloce tripletta in campionato nella storia inglese della Football League durante la stagione 2003-04. Il Bournemouth conduceva per 3-0 contro il Wrexham grazie ai gol di Stephen Purches, Warren Cummings e Warren Feeney quando Hayter fu fatto entrare in campo al minuto 86. Hayter riuscì a segnare tre gol nel giro di 2 minuti e 17 secondi, portando il risultato finale al 6-0. Nel settembre 2006, con la squadra che si trovava in ottava posizione in campionato, Sean O'Driscoll lasciò la carica di tecnico del Bournemouth per diventare allenatore del Doncaster Rovers. Fu sostituito da Kevin Bond.
Nel febbraio del 2008, il Bournemouth ebbe dei problemi finanziari, subendo una detrazione di 10 punti in classifica, che mise in difficoltà il club e lo fece retrocedere in League Two. Il Bournemouth aveva debiti per circa 4 milioni di euro e quasi cessò di esistere. L'incertezza sul campo e fuori continuò per tutta la stagione poiché il club non riceveva offerte d'acquisto da alcuni. In vista della stagione 2008-09, il futuro della squadra fu messo in dubbio quando la Lega minacciò di bloccare la partecipazione del Bournemouth in League Two, a causa di problemi amministrativi nella squadra e il cambio di proprietà. La Lega ordinò al Bournemouth e al Rotherham United di dimostrare che potevano soddisfare tutti i requisiti per l'iscrizione al campionato, eventualmente consentendo loro di competere con una penalità di 17 punti per non aver seguito le regole di insolvenza della Football League. La nuova società fu condannata anche a pagare i creditori entro due anni. All'inizio della stagione, l'allenatore Bond fu licenziato e fu sostituito con l'ex giocatore Jimmy Quinn, che lasciò pure lui il club pochi mesi più tardi. L'ex giocatore Eddie Howe assunse allora la carica di tecnico del club quando questo si trovava in fondo alla classifica ed era distanziato di 10 punti dalla zona per non retrocedere. Diventò il più giovane tecnico della Football League all'età di 31 anni.
Alla fine del 2008, fu annunciato che un uomo d'affari locale un certo Adam Murry aveva perfezionato l'acquisto del 50% delle azioni del club dal presidente precedente Paul Baker. Tuttavia, nel gennaio 2009, Murry mancò alla scadenza per acquistare le azioni da Baker. Nella partita casalinga della stagione 2008-09 il Bournemouth si garantì la salvezza in Football League battendo il Grimsby Town 2-1 con il gol della vittoria a 10 minuti dalla fine del match grazie alla leggenda Steve Fletcher, scatenando festeggiamenti selvaggi dopo un finale di stagione da favola definito 'The Great Escape'. Finirono la loro stagione travagliata con la loro migliore vittoria negli ultimi 30 anni per 4-0 a Morecambe. Nel giugno del 2009, una cordata di cui faceva parte Adam Murry assunse il controllo del AFC Bournemouth. La cordata comprendeva anche Jeff Mostyn, l'ex vice presidente Steve Sly, Neill Blake e l'ex presidente del Dorchester Town Eddie Mitchell.
Howe nella sua prima stagione portò il Bournemouth al successo in campionato arrivando secondo in League Two e guadagnando la promozione con due turni di anticipo. Howe successivamente lasciò il club per il Burnley; il suo successore, un altro ex giocatore del Bournemouth, Lee Bradbury, portò il Bournemouth ai play-off della League One. In semifinale play-off fu eliminato contro l'Huddersfield Town con il punteggio di 3-3 dopo i tempi supplementari. L'Huddersfield vinse grazie ai calci di rigore per 4-2. Bradbury fu in grado di portare il Bournemouth ad un'altra sfida promozione nella stagione successiva risultando ancora una volta perdente. L'anno seguente i pessimi risultati e un'undicesimo posto in classifica portarono Bradbury al licenziamento. Fu sostituito dal tecnico della squadra giovanile Paul Groves per le partite finali della stagione. 
Groves rimase in carica all'inizio della stagione 2012-13, per poi essere licenziato nel mese di ottobre 2012 a seguito di un inizio disastroso che lasciò il club nelle parti inferiori della classifica. Eddie Howe fu richiamato, e non solo riuscì a risollevare le sorti del club ma ottenne addirittura la promozione, tornando al secondo livello del calcio inglese per la prima volta dal 1990. Il club cambiò il logo del club poiché voleva rilanciarne le ambizioni. Dopo un inizio promettente nel nuovo campionato il club disputò il quarto turno di FA Cup con il club di Premier League Liverpool che si è concluso con una sconfitta per 2-0. Joe Roach è stato riconfermato come capo del Settore Giovanile. Il Bournemouth terminò la sua prima stagione nella ritrovata seconda divisione con un 10 ° posto di tutto rispetto.

### Anni recenti
Il 25 ottobre 2014 il Bournemouth vince 8-0 al St Andrew's contro il Birmingham City, ottenendo il record della vittoria con il più ampio margine di gol in una gara di campionato. Il club in seguito ha superato il West Bromwich, squadra di Premier League, in League Cup, raggiungendo i quarti di finale della competizione per la prima volta nella sua storia. Dopo un cammino in campionato fatto di vittorie e risultati brillanti, il 27 aprile 2015 il Bournemouth conquista la sua prima storica promozione in Premier League, la massima serie del calcio inglese, grazie al successo per 3-0 contro il Bolton. La settimana successiva arriva anche il titolo di lega per i Cherries, che sconfiggono il Charlton (3-0) all'ultima giornata e chiudono il campionato al 1º posto con 91 punti, a +11 dal Watford.
Esordisce in Premier League l'8 agosto 2015 con una sconfitta interna contro l'Aston Villa. Nella terza giornata ottiene la sua prima vittoria in massima serie, espugnando con il punteggio di 3-4 l'Upton Park, terreno di casa del West Ham Utd, con Callum Wilson, autore di una tripletta, che realizza la prima storica rete dei Cherries in Premier. Alla 14ª e 15ª giornata della Premier League 2015-2016 ottiene due prestigiose vittorie contro Chelsea e Manchester Utd coi risultati di 0-1 a Stamford Bridge e 2-1 al Dean Court. Al termine della stagione si classifica al 14º posto, ottenendo una tranquilla salvezza.
Nella stagione 2016-2017 la squadra, ancora guidata dalla bandiera Howe, si conferma una realtà ormai consolidata in Premier League, concludendo l'annata al nono posto in classifica, con la soddisfazione di vincere in casa contro il Liverpool il 4 dicembre. Il traguardo della permanenza nella massima serie viene raggiunto senza eccessivi patemi anche nelle due stagioni successive (2017-2018 e 2018-2019), terminate rispettivamente al 12º e al 14º posto in campionato.
Di tutt'altro spessore è la stagione 2019-2020, nella quale il Bournemouth, a causa del diciottesimo posto finale, retrocede in Championship all'ultima giornata dopo cinque anni di permanenza in Premier League. Nel 2021-2022 il club ottiene il secondo posto in Football League Championship, riguadagnando il posto in massima serie dopo due anni di assenza.
Il 13 dicembre 2022, un gruppo di investitori statunitensi guidato da Bill Foley uomo d'affari statunitense, ha concluso un accordo per l'acquisto del club, con Foley che ha assunto il ruolo di presidente. Prima dell'accordo, era presente a una delle partite di Premier League del Bournemouth contro il Leicester City, con i Cherries che hanno vinto 2-1.

## Strutture

### Stadio
Dal 1910 le Cherries disputano le loro partite casalinghe al Dean Court, tranne per una breve parentesi all'inizio della stagione 2001-2002, quando a causa dei lavori di ristrutturazione giocò le prime otto partite di quell'annata all'Avenue Stadium della vicina Dorchester.

## Calciatori

### Vincitori di titoli
Campioni d'Oceania
- Alex Paulsen (Figi e Vanuatu 2024)

## Palmarès

### Competizioni nazionali
- Football League Trophy: 1

1983-1984
- Third Division: 1

1986-1987
- Football League Championship: 1

2014-2015

## Statistiche e record
| Livello | Categoria       | Partecipazioni | Debutto   | Ultima stagione | Totale |
| ------- | --------------- | -------------- | --------- | --------------- | ------ |
| 1º      | Premier League  | 8              | 2015-2016 | 2024-2025       | 8      |
| 2º      | Second Division | 3              | 1987-1988 | 1989-1990       | 7      |
| 2º      | Championship    | 4              | 2013-2014 | 2021-2022       | 7      |
| 3º      | Third Division  | 51             | 1923-1924 | 1991-1992       | 69     |
| 3º      | Second Division | 11             | 1992-1993 | 2003-2004       | 69     |
| 3º      | League One      | 7              | 2004-2005 | 2012-2013       | 69     |
| 4º      | Fourth Division | 8              | 1970-1971 | 1981-1982       | 11     |
| 4º      | Third Division  | 1              | 2002-2003 | 2002-2003       | 11     |
| 4º      | League Two      | 2              | 2008-2009 | 2009-2010       | 11     |

## Tifoseria
Per motivi geografici, le rivalità tradizionalmente più sentite fra la tifoseria della squadra rosso-nera sono quelle con i vicini del Southampton e del Portsmouth.

## Organico
Rosa e numerazione aggiornate al 18 agosto 2025.
| N. |                          | Ruolo | Calciatore      |
| -- | ------------------------ | ----- | --------------- |
| 1  | Serbia (bandiera)        | P     | Đorđe Petrović  |
| 2  | Messico (bandiera)       | D     | Julián Araujo   |
| 3  | Francia (bandiera)       | D     | Adrien Truffert |
| 4  | Inghilterra (bandiera)   | C     | Lewis Cook      |
| 5  | Argentina (bandiera)     | D     | Marcos Senesi   |
| 6  | Galles (bandiera)        | D     | Chris Mepham    |
| 7  | Galles (bandiera)        | C     | David Brooks    |
| 8  | Inghilterra (bandiera)   | C     | Alex Scott      |
| 9  | Brasile (bandiera)       | A     | Evanilson       |
| 10 | Scozia (bandiera)        | C     | Ryan Christie   |
| 11 | Scozia (bandiera)        | A     | Ben Doak        |
| 12 | Stati Uniti (bandiera)   | C     | Tyler Adams     |
| 13 | Nuova Zelanda (bandiera) | P     | Alex Paulsen    |
| 15 | Inghilterra (bandiera)   | D     | Adam Smith      |

| N. |                           | Ruolo | Calciatore          |
| -- | ------------------------- | ----- | ------------------- |
| 16 | Inghilterra (bandiera)    | C     | Marcus Tavernier    |
| 17 | Colombia (bandiera)       | A     | Luis Sinisterra     |
| 18 | Francia (bandiera)        | D     | Bafodé Diakité      |
| 19 | Paesi Bassi (bandiera)    | A     | Justin Kluivert     |
| 20 | Argentina (bandiera)      | D     | Julio Soler         |
| 21 | Francia (bandiera)        | A     | Romain Faivre       |
| 22 | Francia (bandiera)        | A     | Eli Junior Kroupi   |
| 23 | Inghilterra (bandiera)    | D     | James Hill          |
| 24 | Ghana (bandiera)          | A     | Antoine Semenyo     |
| 25 | Costa d'Avorio (bandiera) | C     | Hamed Junior Traoré |
| 26 | Turchia (bandiera)        | A     | Enes Ünal           |
| 29 | Danimarca (bandiera)      | C     | Philip Billing      |
| 40 | Inghilterra (bandiera)    | P     | Will Dennis         |